# Mapinguari auyantepuiensis
Mapinguari auyantepuiensis är en orkidéart som först beskrevs av Ernesto Foldats, och fick sitt nu gällande namn av Germán Carnevali och R.B.Singer. Mapinguari auyantepuiensis ingår i släktet Mapinguari och familjen orkidéer. Inga underarter finns listade i Catalogue of Life.